# Antipop
Antipop je šesté studiové album americké rockové skupiny Primus, vydané v říjnu 1999 u vydavatelství Interscope Records a Prawn Song Records. Jde o poslední album skupiny až do roku 2011, kdy vyšlo Green Naugahyde a poslední, na kterém hrál bubeník Bryan Mantia.

## Seznam skladeb
| Pořadí | Název                              | Délka |
| ------ | ---------------------------------- | ----- |
| 1.     | Intro                              | 0:17  |
| 2.     | Electric Uncle Sam                 | 2:55  |
| 3.     | Natural Joe                        | 4:12  |
| 4.     | Lacquer Head                       | 3:49  |
| 5.     | The Antipop                        | 5:33  |
| 6.     | Eclectic Electric                  | 8:34  |
| 7.     | Greet the Sacred Cow               | 5:10  |
| 8.     | Mama Didn't Raise No Fool          | 5:04  |
| 9.     | Dirty Drowning Man                 | 4:48  |
| 10.    | Ballad of Bodacious                | 3:28  |
| 11.    | Power Mad                          | 3:42  |
| 12.    | The Final Voyage of the Liquid Sky | 5:39  |
| 13.    | Coattails of a Dead Man            | 9:57  |

## Obsazení
Primus
- Les Claypool – zpěv, baskytara
- Larry LaLonde – kytara, syntezátory
- Bryan Mantia – bicí

ostatní hudebníci
- Tom Morello – kytara
- James Hetfield – kytara
- Jim Martin – kytara
- Martina Topley-Bird – zpěv
- Tom Waits – Mellotron, zpěv